# Sveriges verkstadsförening

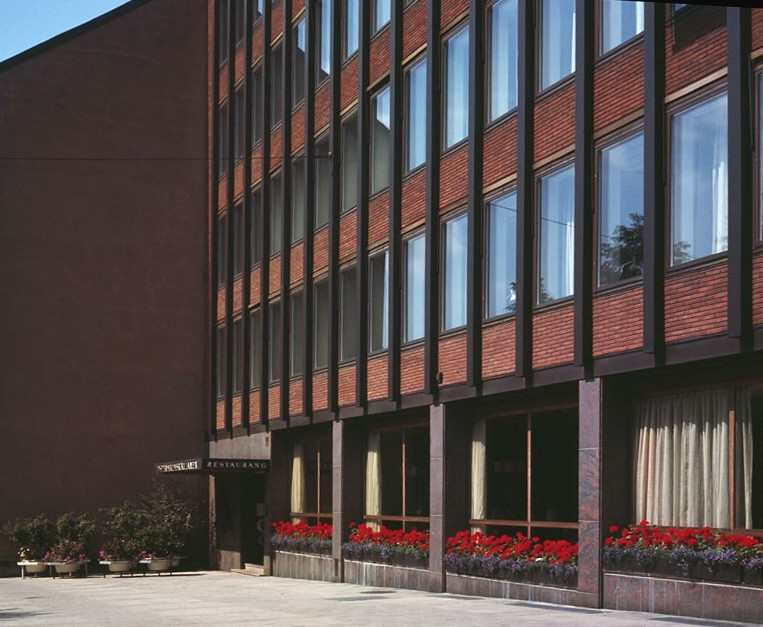
Verkstadsföreningens fastighet Sjökalven 25, Stockholm.

Sveriges verkstadsförening (VF), bildades i juli 1896, och utgjorde från 1917 ett till Svenska Arbetsgivareföreningen hörande yrkesförbund och har till ändamål att tillvarata och främja medlemmarnas gemensamma intressen rörande förhållandet mellan arbetsgivare och arbetare. Medlemskap i föreningen kunde vinnas av varje välkänd svensk arbetsgivare, såväl enskild person, handelsbolag eller aktiebolag, som i Sverige idkade mekanisk verkstads-, gjuteri- eller därmed likartad verksamhet.
Bakgrunden till Verkstadsföreningens tillkomst var framför allt den snabba ökningen av lönekostnaderna som följd av snabb industriell expansion. Medeltimförtjänsten ökade med nästan 34 % mellan 1896 och 1904.
År 1992 slogs Verkstadsföreningen samman med Sveriges Mekanförbund och bildade Föreningen Sveriges Verkstadsindustrier (VI). Tio år senare ändrades namnet till Teknikföretagen.

## Ordförande
- 1896-1902 James Keiller, Göteborgs Mekaniska Verkstads AB
- 1902-1910 John Bernström, Separator
- 1910-1916 Kurt von Schmalensée
- 1916-1939 Sigfrid Edström, Allmänna Svenska Elektriska AB
- 1940-1943
- 1946-1949 Arvid H Nilsson, C.O. Öberg & Co
- 1949-1953 Axel Nylander, Borås Mekaniska Verkstad
- 1953-1955 Joel Larsson, SKF
- 1955-1967 Tryggve Holm, SAAB
- 1967-1977 Alde Nilsson, Asea
- 1978-1986 Arne Mohlin, L M Ericsson
- 1986-1989 Hans Stahle , Alfa Laval
- 1990-1996 Bert-Olof Svanholm, ABB
- 1997-2005 Lennart Nilsson, Cardo
- 2005-2009 Hans-Olov Olsson, Volvo Car Corporation
- 2009-     Leif Östling, Scania

VD var 1951–1973 Matts Bergom Larsson, under vars ledning förbundet bland annat flyttade till Industrins hus i Stockholm (från Klarabergsgatan i samma stad).